# Pouilly-sur-Loire
Pouilly-sur-Loire település Franciaországban, Nièvre megyében. Lakosainak száma 1623 fő (2022. január 1.). Pouilly-sur-Loire Couargues, Herry, Bulcy, Garchy, Mesves-sur-Loire, Saint-Andelain és Tracy-sur-Loire községekkel határos.

## Népesség
A település népességének változása:
| Lakosok száma | 1694 | 1679 | 1725 | 1636 | 1621 | 1606 | 1607 | 1607 | 1623 |
|               | 2013 | 2015 | 2016 | 2017 | 2018 | 2019 | 2020 | 2021 | 2022 |